# Фонетический разбор слова
Фонетический разбор слова — учебное задание по анализу слоговой структуры и звукового состава слова. Является распространённым в школах бывшего СССР. Предполагает элементы графического анализа.
При проведении фонетического разбора слово произносится вслух. Не переводится автоматически буквенная запись в звуковую, потому что это ведёт к ошибке. Характеризуются не буквы, а звуки слова.

## Схема фонетического разбора слова
1. Орфографическая запись слова.
2. Деление слова на слоги и место ударения.
3. Возможность переноса.
4. Фонетическая транскрипция слова.
5. Характеристика всех звуков по порядку (мягкость звука обозначается апострофом ([_’]):
  1. (буква) — звук [ ] — согласный, звонкий/глухой/сонорный (парный/непарный), твёрдый/мягкий (парный/непарный);
  2. (буква) — звук [ ] — гласный, ударный/безударный.
  3. (буква) — не имеет звука [-]
6. Количество звуков и букв.
7. Случаи несоответствия звука букве.

## Последовательность фонетического анализа
1. затранскрибировать слово;
2. указать количество букв и звуков в слове;
  - если есть буквенное и звуковое несоответствие, объяснить причину:
    - примеры объяснения причины:
      - одна буква обозначает два звука,
      - выпадает непроизносимый согласный,
      - буква не обозначает звука и т. п.;
3. если есть фонетические изменения звуков, объяснить их:
  - например:
    - редукция безударных гласных,
    - ассимиляция по мягкости или по глухости согласных и др.;
4. разбить слово на слоги;
5. указать возможные переносы слова.

## Примеры фонетического анализа слов

### Черёмуха:
1) [ч’иэр’о́мухъ];
2-3) 8 букв — 8 звуков: 4 гласных, 4 согласных;
- редукция звука [э] в первом предударном слоге (первая позиция) после мягкого согласного [ч’];
- редукция звука [а] в заударном слоге (вторая позиция) после твёрдого согласного [х];

4) че-рё-му-ха — 4 слога, все открытые (оканчиваются гласным) и прикрытые (начинаются с согласного), второй слог ударный;
5) че-рёмуха, черё-муха, черёму-ха (слоговой принцип переноса).

### Степной:
1) [с’т’иэпно́ĭ ];
2) 7 букв — 7 звуков: 2 гласных, 4 согласных, 1 полугласный;
3) ассимиляция по мягкости [с’];
4) сте-пно́й — 2 слога: один открытый, оба прикрытые, второй закрытый, ударный;
5) сте-пной (слоговой принцип переноса), степ-ной (морфемный принцип переноса).

## Анализ с научной точки зрения
Для того чтобы понять, что значит фонетический анализ слова, нужно хорошо понимать принципы русской графики. Всем нам привычно мыслить о слове как о состоящем из определённых букв. На самом же деле запись при помощи алфавита — это всего лишь один из способов, далеко не всегда отражающий звуковой состав слова. Мы записываем не звуки, а морфемы. Если бы мы отражали то, что слышим, результат был бы безграмотным с точки зрения русской орфографии. Скажем, произносим мы «дуп», а записываем «дуб». Конечный согласный так интерпретируется нами, так как корень «дуб» по правилам русской орфографии должен сохраняться в графическом виде неизменным, независимо от звукового облика слова.
При фонетическом анализе нужно записать слово именно так, как мы его в реальности слышим и произносим (то есть «дуп», а не «дуб»), а затем прокомментировать каждый звук и слово в целом, используя те сведения, которые получены при изучении школьной программы.
Существует учебник, целиком посвящённый фонетическому разбору.

## Смысл упражнений на фонетический разбор
Внедрение в школе заданий на фонетический разбор слов нередко воспринимается учениками и родителями как нечто искусственное. Многие детали такого разбора очевидны и не представляют интереса для человека, родным языком которого является русский, — в результате упражнение кажется попросту отнимающим время.
Значимость фонетического разбора перестаёт вызывать сомнения при изучении иностранных языков, в правилах чтения на которых русскоязычному человеку удаётся разобраться далеко не сразу. Поэтому предварительная тренировка в подобном разборе на своём языке полезна для осознания того, что звучание и написание могут не соответствовать друг другу, что какие-то буквы могут не читаться, что некоторые звукосочетания выражаются на письме одной буквой, и наоборот группы букв одним звуком, что слова могут не разделяться при их произнесении. Приобретение навыка фонетического разбора слов по-русски облегчает затем восприятие международной фонетической транскрипции и приводимых в словарях транскрипций слов (будь то английский или, допустим, японский). Достаточно часто, например в названиях, при передаче их на другом языке необходимо стремиться передать именно звучание, а не оригинальное написание. 